# Associação Académica do Sal
Maillots
L'Associação Académica do Sal, aussi appelé Académico do Sal, est un club cap-verdien de football basé à Espargos sur l'île de Sal. 
Le logo est celui de Académica de Coimbra.
Le club dispose également d'une section de basket-ball, de volley-ball et d'athlétisme.

## Palmarès
- Championnat du Cap-Vert de football (1)
  - Vainqueur en 1993
  - Finaliste en 1984

## Performance dans les compétitions de la CAF

### Ligue des champions de la CAF
1 participation
Ligue des champions de la CAF 1994 - Tour Préliminaire

## Bilan saison par saison

### Competition national
|      | Groupe | Positions | Points | Journées | V | N | D | B.M. | B.P. | Diff. |
| 2001 | 1      | 2         | 13 pts | 6        | 4 | 1 | 1 | 10   | 5    | +5    |
| 2005 | 1B     | 1         | 13 pts | 5        | 4 | 1 | 0 | 10   | 4    | +6    |

### Competition regional
|         | Groupe | Positions | Points | Journées | V | N | D | B.M. | B.P. | Diff. |
| 2004-05 | 2      | 1         | -      | -        | - | - | - | -    | -    | -     |
| 2013-14 | 2      | 2         | 19 pts | 10       | 6 | 1 | 3 | 18   | 8    | +10   |
| 2014-15 | 2      | 6         | 2 pts  | 10       | 0 | 2 | 8 | 5    | 29   | -24   |